# Gare du Grau-du-Roi
Gare du Grau-du-Roi vasútállomás Franciaországban, Le Grau-du-Roi településen.

## Vasútvonalak
Az állomást az alábbi vasútvonalak érintik:
- Saint-Césaire au Grau-du-Roi-vasútvonal

## Kapcsolódó állomások
A vasútállomáshoz az alábbi állomások vannak a legközelebb:
- Gare d’Aigues-Mortes